# Non sequitur
Non sequitur (lat. für „es folgt nicht“) ist ein Fehlschluss innerhalb der Argumentation eines Beweises, der darauf basiert, dass die gefolgerte These nicht aus den zugrundeliegenden Prämissen abgeleitet werden kann. Es handelt sich um ein non sequitur, wenn bei dem versuchten Beweis der These Argumente aufgestellt werden, die zwar wahr sind, aber keinen zureichenden Grund für die Wahrheit der These bieten.
Beispiele:
| \| \| Das Universum hatte einen Anfang. \| \| \| \| \| 'non sequitur' \| Also hat es auch ein Ende. \| Beide Aussagen können richtig sein, aber weder ist dies sicher noch reicht die Existenz eines Anfangs aus, um zwingend auch ein Ende zu bedingen. Es fehlt eine Regel „Alles was einen Anfang hat, hat auch ein Ende“, die unabhängig von Konklusion oder Prämisse bestritten werden kann. Wird diese fehlende Prämisse vom Publikum geteilt, so kann es sich um ein Enthymem handeln. |                                   |
| | Das Universum hatte einen Anfang. |
| |                                   |
| 'non sequitur' | Also hat es auch ein Ende.        |

| \| \| Wenn ich in Wien bin, bin ich in Österreich. \| \| \| Ich bin nicht in Wien. \| \| 'non sequitur' \| Deshalb bin ich auch nicht in Österreich. \| Auch wenn beide Prämissen zutreffen, muss die Schlussfolgerung nicht richtig sein, weil ich mich ja an einem anderen Ort in Österreich (außerhalb Wiens) befinden könnte. Dieses Beispiel ist eine nicht korrekt angewendete Kontraposition: „Aus Aussage A folgt Aussage B“ heißt eben im Umkehrschluss nicht „aus nicht-A folgt nicht-B“. Richtig ist: „Aus nicht-B folgt nicht-A“, analog zu obigem Beispiel wäre also richtig: „Ich bin nicht in Österreich, also bin ich auch nicht in Wien“. |                                              |
| | Wenn ich in Wien bin, bin ich in Österreich. |
| | Ich bin nicht in Wien.                       |
| 'non sequitur' | Deshalb bin ich auch nicht in Österreich.    |